# Radulfus de Diceto

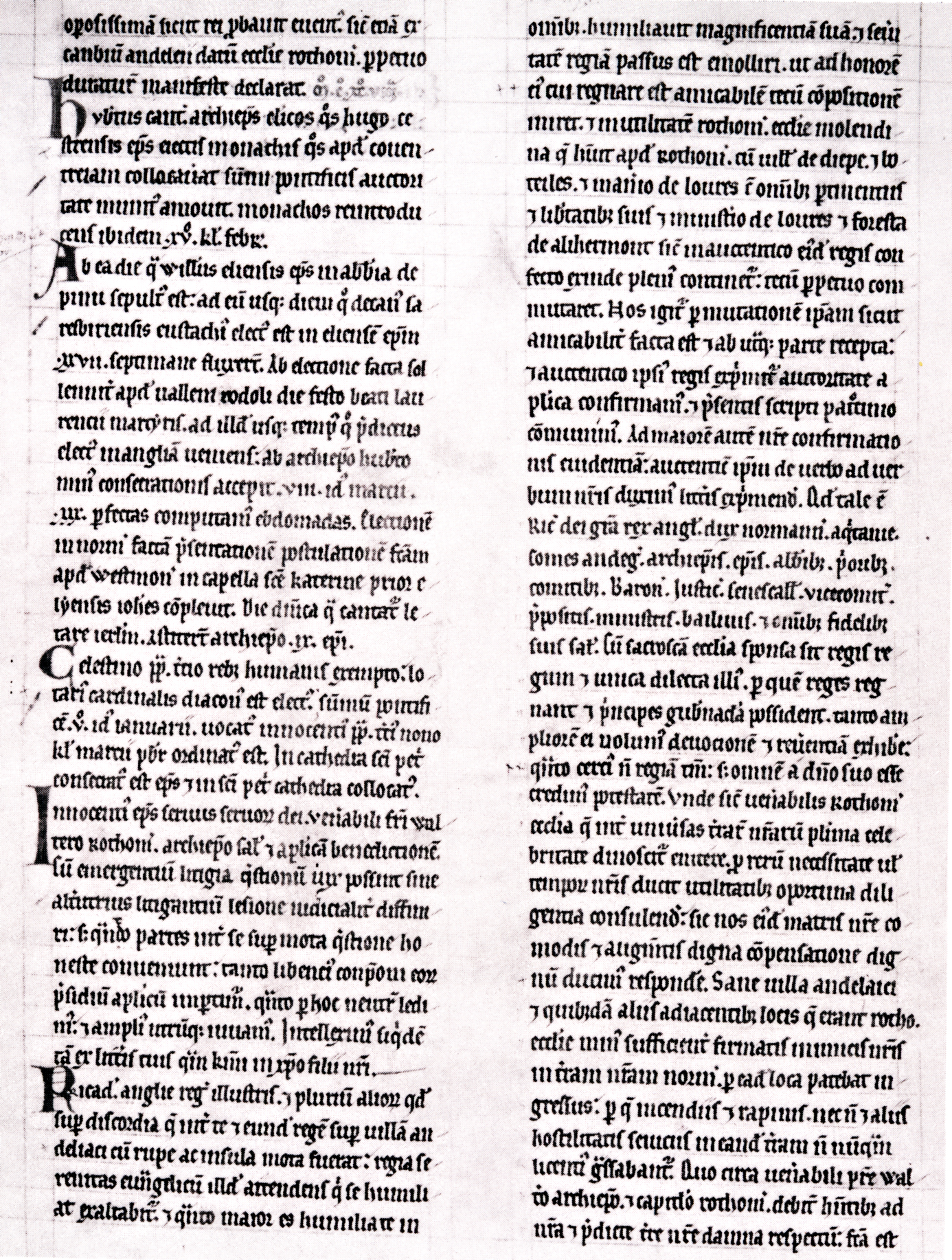
Seite aus Ralph de Dicetos Ymagines Historiarum

Radulfus de Diceto (* zwischen 1120 und 1130, † 22. November 1199/1200 oder 1202), auch Raoul de Diceto oder Ralph de Diceto genannt, war Archidiakon von Middlesex sowie seit 1180 Dekan der St. Pauls-Kathedrale  und Verfasser zweier Chroniken, nämlich der Abbreviationes Chronicorum und der Ymagines Historiarum.

## Biografie
Radulfus de Diceto wurde erstmals im Jahr 1152 erwähnt. Allerdings sind weder seine Eltern noch seine Nationalität bekannt. Auf Grund seines Namens wird gelegentlich vermutet, er stamme aus Diss in Norfolk, sein Name kann sich jedoch auch von Orten Burgunds oder der Champagne ableiten. Bereits 1152 wird er als Magister bezeichnet –  er hatte in Paris studiert, wo er  Arnulf von Lisieux kennengelernt hatte. Ein anderer Förderer Radulfs war Gilbert Foliot von Hereford, somit unterhielt Radulfus Beziehungen zu zwei der bedeutendsten Bischöfe dieser Zeit im angevinischen Machtbereich.
Ralph Turner bezeichnet Radulfus wegen seines Zugangs zu höfischen und amtlichen Dokumenten als halbamtlichen Historiker des englischen Königshauses. Zu den Personen, mit denen er engeren Umgang hatte, zählten Richard fitz Nigel, Vorstand des Exchequer und ab 1189 Bischof von London, William de Longchamp, der Kanzler Richards I. sowie Walter de Coutances, der Erzbischof von Rouen. Radulfus war jedoch keineswegs ein Propagandist der Königsfamilie, zählte aber zu den Autoren, die weitgehend wertungsfrei über Eleonore von Aquitanien schrieben.
Seine zwei wichtigsten Werke, die  Abbreviationes Chronicorum und die Ymagines Historiarum, umfassen die Geschichte der Welt von der Geburt Christi bis in das Jahr 1202. Die Abbreviationes Chronicorum, dem Erzbischof Johann von Lyon gewidmet, enden mit dem Jahr 1147 und basieren ausschließlich auf anderen antiken und mittelalterlichen Quellen. Die Fortsetzung Ymagines Historiarum, schon während der Abfassung der Abbreviationes begonnen, fasst Schriften von Robert von Torigni sowie Briefe von Foliot zusammen. Ereignisse ab 1172 beschrieb Radulfus auf Basis seiner eigenen Kenntnisse.

## Werke
- Radulphi de Diceto Decani Londoniensis Abbreviationes Chronicorum & Ymagines Historiarum, hrsg. von Roger Twysden, (Historiae Anglicanae Scriptores X), London 1652 (archive.org).
- Radulfi de Diceto Decani Lundoniensis opera historica, hrsg. von William Stubbs, 2 Bände, (Rerum britannicarum medii aevi scriptores or chronicles and memorials of Great Britain and Ireland during the middle ages, Rolls Series, Bd. 68,1 und Bd. 68,2 (archive.org)), London 1876 und Nachdruck New York 1965.